# Rijnland-Palts
Rijnland-Palts (Duits: Rheinland-Pfalz, Paltsisch: Rhoilond-Palz) is een van de zestien deelstaten van Duitsland. De hoofdstad is Mainz. 
De deelstaat telt 4.098.391 inwoners (31 december 2020) op een oppervlakte van 19.857,93 km². Op 31 december 2017 had 11,21% van de inwoners een niet-Duits staatsburgerschap (459.425 niet-Duitsers) en hadden 6.470 inwoners het Nederlandse staatsburgerschap.

## Geografie
Rijnland-Palts ligt in het zuidwesten van Duitsland en grenst aan (vanuit het noorden, met de klok mee) Noordrijn-Westfalen, Hessen, Baden-Württemberg, Elzas (Frankrijk), Saarland, het land Luxemburg en de Belgische provincie Luik. De deelstaat is afgezien van de rivierdalen sterk heuvelachtig. Het hoogste punt is de 816 m hoge Erbeskopf. Dit is tevens de hoogste in Duitsland gelegen top ten westen van de Rijn.

## Geschiedenis

### Het land Rijnland-Palts
Rijnland-Palts is in 1946 door het bestuur van de Franse sector gevormd uit de voorheen Beierse Palts, het zuidelijke deel van de Pruisische Rijnprovincie (Regierungsbezirke Koblenz en Trier), de voorheen tot Hessen-Darmstadt behorende provincie/bestuursregio Rijn-Hessen-Palts, delen van de Pruisische provincie Hessen-Nassau en het voorheen Oldenburgse gebied rond Birkenfeld.
Als gevolg van de besluiten van de conferentie van Potsdam droeg de Amerikaanse regering de bezettingsmacht in het huidige Rijnland-Palts op 15 juli 1945 over aan Frankrijk. Het bestuur van de Franse bezettingsmacht organiseerde het gebied eerst in twee bestuurlijke gebieden: Rijnland-Hessen-Nassau (voor de tot dan toe Pruisische Regierungsbezirke Koblenz, Trier und Montabaur) en Hessen-Pfalz (voor de tot dan toe Beierse Palz en het tot Hessen-Darmstadt behorende Rijnhessen). Het land Rijnland-Palts werd op 30 augustus 1946 door een verordening (nr. 57) van generaal Pierre Kœnig, hoofd van de Franse militaire regering, opgericht. Hierdoor werden de economisch en historisch bij elkaar horende gebieden Koblenz-Bonn en Rijn-Main van elkaar gesplitst. De opname van het eveneens door Frankrijk bezette Saarland werd door de Franse regering geweigerd. Op 22 november 1946 vond de constituerende zitting van de "Beratender Landesversammlung" plaats in het theater van Koblenz met het doel een grondwet voor de nieuwe deelstaat te ontwerpen. Kort daarop, op 4 december 1946, werd een voorlopige landsregering onder leiding van de CDU'er dr. Wilhelm Boden gevormd. Op 18 mei 1947 werd de landelijke grondwet via een volksstemming aangenomen. Tegelijkertijd werden verkiezingen gehouden, en de landdag van Rijnland-Palts kwam voor zijn zitting op 4 juni 1947 samen in de grote zaal van het stadhuis van Koblenz. Koblenz werd als hoofdstad van het land gekozen en bleef dit tot 1950 toen Mainz hoofdstad werd. Dr. Wilhelm Boden werd als eerste minister-president van het nieuwe land verkozen. Hij bleef minder dan een maand in zijn ambt en werd opgevolgd door Peter Altmeier.
In de kunstmatig samengevoegde deelstaat was er in de aanvankelijk weinig samen bindend gevoel. Er ontstonden stromingen om de oude grenzen van de Pruisische en Beierse gebieden te herstellen. In 1956 werden op basis van artikel 29 van de Duitse grondwet in de voormalige Regierungsbezirken Koblenz, Trier, Montabaur, Rheinhessen en in de Palts referenda georganiseerd, waarbij de bevolking de wens kon uiten om de betreffende gebieden bij Noordrijn-Westfalen, Beieren en Baden-Württemberg aan te sluiten. Alle referenda, met uitzondering van het referendum in de Palts verkregen de noodzakelijke meerderheid, maar de uitvoering van de gebiedswijzigingen liet bijna 20 jaar op zich wachten. Bij de volksstemming, die op 19 januari 1975 doorgevoerd werd, en die de finale bevestiging van de wijzigingen zou moeten zijn, werd noch het noodzakelijke quorum, noch de meerderheid van de uitgebrachte stemmen gehaald. Hierdoor heeft de deelstaat nog steeds de grenzen van 1946.

### Vroegere geschiedenis
Er zijn enkele hunebedden in het gebied te vinden, zie Lijst van hunebedden in Rijnland-Palts.
De Rijnvallei werd al vroeg door de Romeinen bezet. Hiervan getuigen verschillende archeologische vondsten. In de middeleeuwen had het aartsbisdom Mainz grote invloed op politiek en cultuur. Vele koningen werden in Mainz gekroond. Sinds de 18e eeuw werd de streek geregeld door Franse troepen bezet. In 1797 werd de Palts bij de Franse Republiek ingelijfd. In 1816 werd de streek tijdens het Congres van Wenen aan het koninkrijk Beieren toegewezen.

## Bestuurlijke indeling
Rijnland-Palts is onderverdeeld in 24 Landkreise en twaalf Kreisfreie Städte.
Tot en met 31 december 1999 was er nog een tussenliggende bestuurslaag. Het land was verdeeld in de drie Regierungsbezirke (bestuurlijke regio's) Koblenz, Trier en Rijn-Hessen-Palts. Per 1 januari 2000 is dit bestuursniveau opgeheven en sindsdien bestaat de onderverdeling slechts uit de districten en stadsdistricten.

### Landkreise
1. Ahrweiler
2. Altenkirchen
3. Alzey-Worms
4. Bad Dürkheim
5. Bad Kreuznach
6. Bernkastel-Wittlich
7. Birkenfeld
8. Cochem-Zell
9. Donnersbergkreis
10. Eifelkreis Bitburg-Prüm
11. Germersheim
12. Kaiserslautern
13. Kusel
14. Mainz-Bingen
15. Mayen-Koblenz
16. Neuwied
17. Rhein-Hunsrück
18. Rhein-Lahn-Kreis
19. Rhein-Pfalz-Kreis
20. Südliche Weinstraße
21. Südwestpfalz
22. Trier-Saarburg
23. Vulkaneifel
24. Westerwaldkreis

### Kreisfreie steden

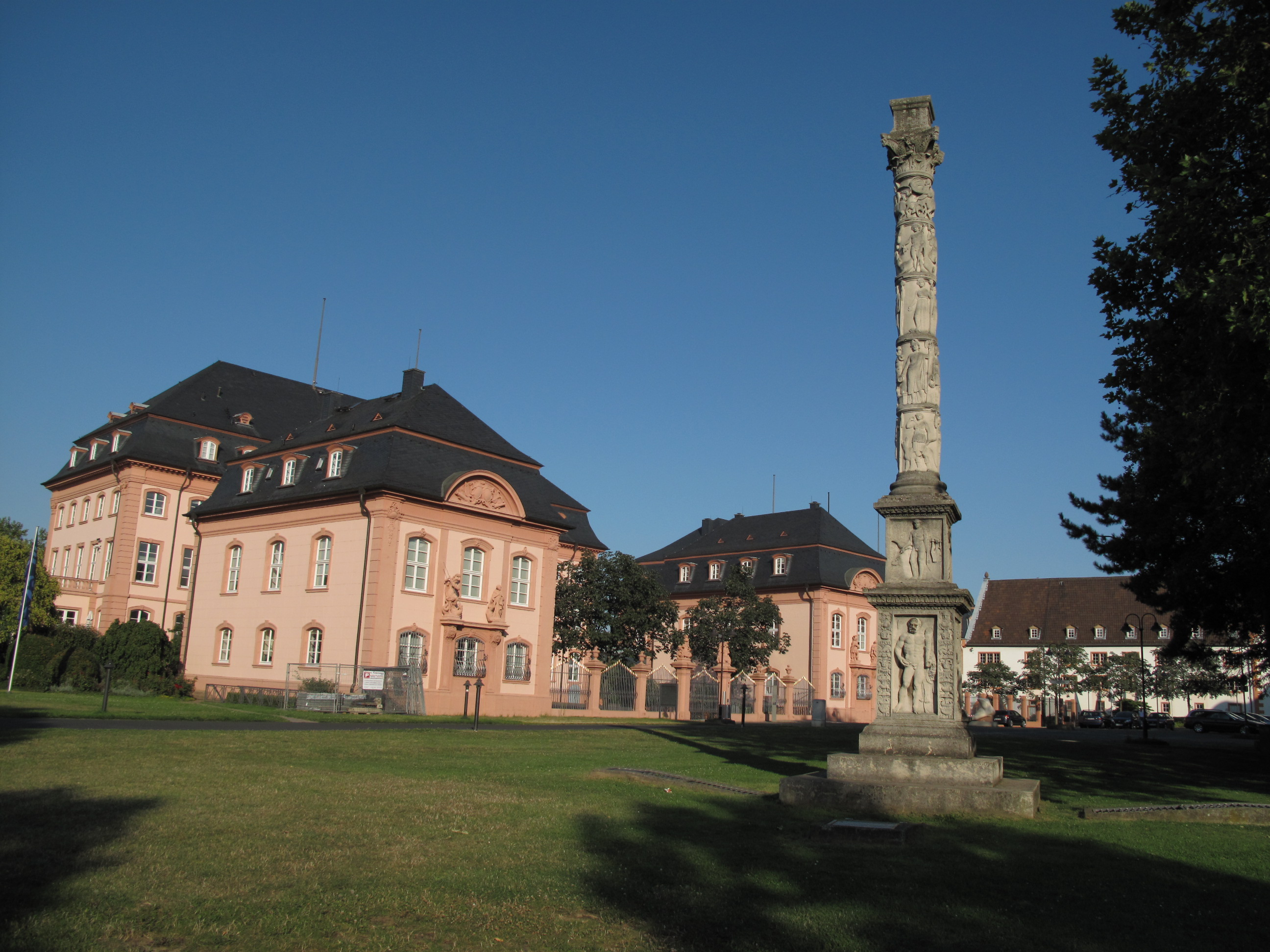
Staatskanzlei Mainz

1. Frankenthal
2. Kaiserslautern
3. Koblenz
4. Landau in der Pfalz
5. Ludwigshafen am Rhein
6. Mainz (Hoofdstad)
7. Neustadt an der Weinstraße
8. Pirmasens
9. Speyer
10. Trier
11. Worms
12. Zweibrücken

## Economie
Het grootste bedrijf in Rijnland-Palts is BASF in Ludwigshafen am Rhein.
De deelstaat is de grootste wijnleverancier van het land. Van Duitslands 13 kwaliteitswijngebieden liggen er 6 in Rijnland-Palts. Dat zijn de wijnstreken Ahr, Mittelrhein (gedeeltelijk), Mosel, Nahe, Rheinhessen en Palts.

## Bevolkingsontwikkeling
De bevolkingsontwikkeling in Rijnland-Palts sinds 1815:
| Jaar | Inwoners  |
| ---- | --------- |
| 1815 | 1.202.412 |
| 1835 | 1.614.684 |
| 1871 | 1.832.388 |
| 1905 | 2.434.505 |
| 1939 | 2.959.994 |
| 1950 | 3.004.784 |
| 1961 | 3.417.116 |
| 1965 | 3.581.993 |
| 1970 | 3.645.437 |

| Jaar | Inwoners  |
| ---- | --------- |
| 1975 | 3.665.777 |
| 1980 | 3.642.482 |
| 1985 | 3.615.049 |
| 1990 | 3.763.510 |
| 1995 | 3.977.919 |
| 2000 | 4.034.557 |
| 2005 | 4.058.843 |
| 2008 | 4.028.351 |
| 2009 | 4.012.675 |

| Jaar | Inwoners  |
| ---- | --------- |
| 2010 | 4.003.745 |
| 2011 | 3.999.117 |
| 2012 | 3.990.278 |
| 2013 | 3.994.366 |
| 2014 | 4.011.582 |
| 2015 | 4.052.803 |
| 2016 | 4.066.053 |
| 2017 | 4.073.679 |
| 2018 | 4.084.844 |

Het inwonersaantal steeg in de vijftig jaar tussen 1950 en 2000, van circa 3 miljoen mensen, tot boven de 4 miljoen inwoners. Tot het begin van de jaren zeventig was er een continue groei van de bevolking tot bijna 3,7 miljoen inwoners. Na de invoering van de pil volgde een periode van lichte teruggang, totdat sinds 1987, en met name sinds het begin van de jaren negentig door de val van de Berlijnse Muur en de uitbreiding van de Europese Unie en de daarmee samenhangende binnenstromende bevolkingsstromen, de bevolking tot het huidige niveau steeg. In 1996 had Rijnland-Palts hierdoor voor het eerst meer dan 4 miljoen inwoners.
In 2004 werd het voorlopige hoogtepunt bereikt van 4.061.105 inwoners. Al in 2005 had het Duitse "Statistische Landesamt" het over een trendbreuk. Bij de peiling van 31 maart 2011 was de bevolking weer onder de 4 miljoen gezakt. Inmiddels is de bewonersstand volgens de statistieken van het Landesamt Rheinland-Pfalz in de loop van 2016 zelfs bóven het vorige hoogtepunt van 2004 uitgekomen: op 31 december van dat jaar sloot de bevolkingsstatistiek van het Land af met 4.073.280 inwoners.
Deze afname van de bevolking is niet in alle gebieden even sterk. Er speelt namelijk een trek van de bevolking van het platteland naar de grote steden. Hierdoor worden de gebieden vlak bij de grote steden het minst getroffen door de bevolkingsafname. Dit zijn de gemeenten die grenzen aan de steden Mainz, Ludwigshafen, Koblenz, Kaiserslautern en Trier. De meeste bevolking trekt weg uit de "Südwestpfalz", met name uit de gebieden rond de steden Zweibrücken en Pirmasens.

## Politiek

### Parlement

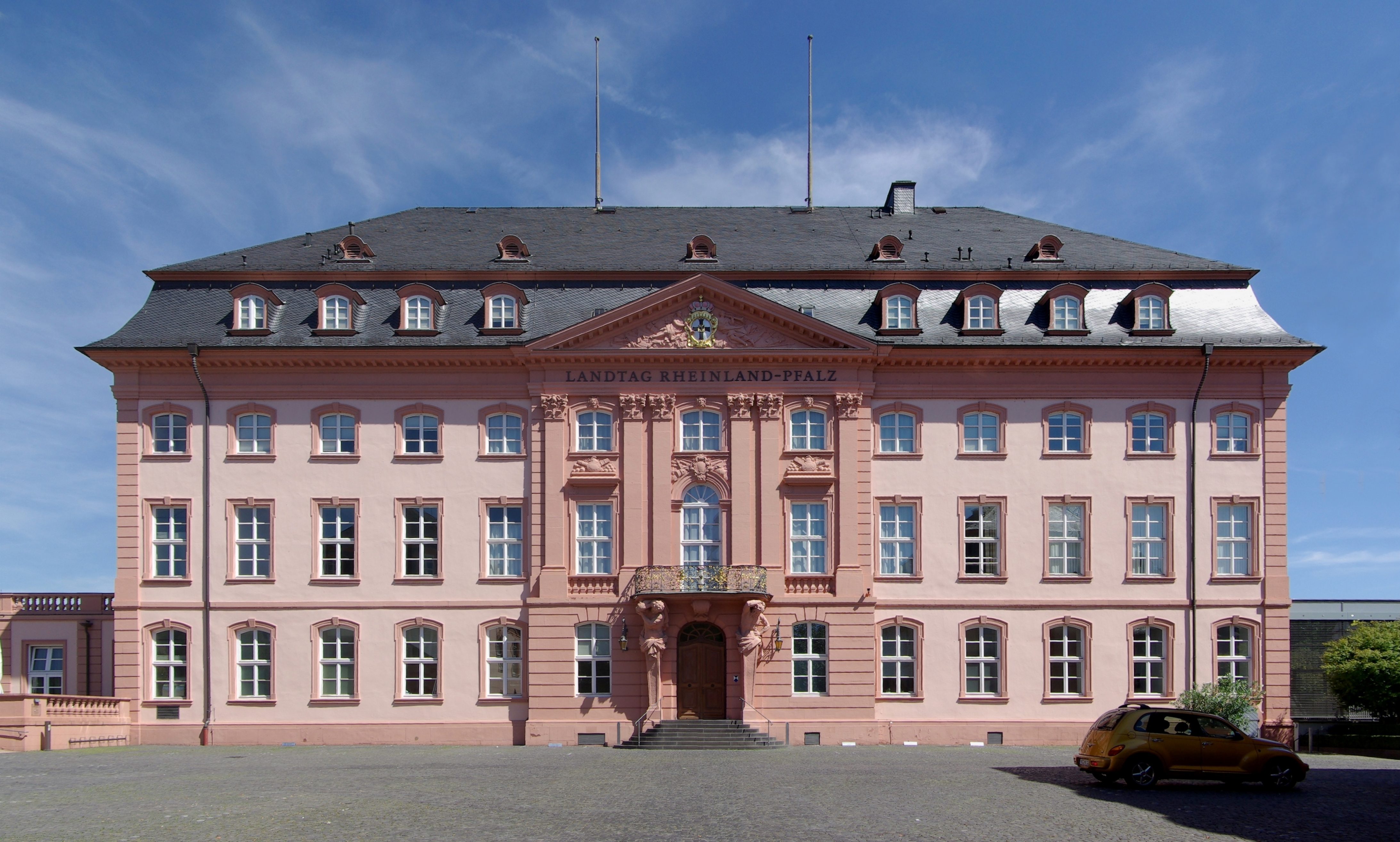
Het parlementsgebouw (Deutschhaus) in Mainz

De wetgevende macht van Rijnland-Palts ligt in handen van de Landdag, het deelstaatparlement dat normaliter zetelt in het Deutschhaus te Mainz. In principe telt het parlement 101 zetels. Verkiezingen voor de Landdag vinden om de vijf jaar plaats (tot 1991 was dit om de vier jaar). Rijnland-Palts heeft een kiessysteem waarbij de kiezers twee stemmen hebben: met de eerste stem wordt de kandidaat voor het kiesdistrict gekozen, de tweede stemmen bepalen de uiteindelijke verhouding in het parlement. Om tot die verhouding te komen kan het aantal van 101 zetels middels Überhangmandate worden uitgebreid.
De christendemocratische CDU was tot 1991 steevast de grootste partij in de Landdag van Rijnland-Palts. Tussen 1971 en 1987 beschikte de partij zelfs over een parlementaire meerderheid, waardoor zowel Helmut Kohl (tot 1976) als Bernhard Vogel (vanaf 1976) meerdere CDU-kabinetten konden leiden. Sinds 1991 zit de CDU echter in de oppositie en wordt de Landdag gedomineerd door de sociaaldemocratische SPD. Tussen 1994 en 2013 werd de deelstaatregering geleid door SPD-politicus Kurt Beck.
Na de Landdagverkiezingen gehouden op 13 maart 2016 kon de SPD geen meerderheid meer vormen met Bündnis 90/Die Grünen. De komst van de liberale FDP in het kabinet maakte de verkeerslichtcoalitie compleet. Deze Ampelkoalition kon ook na de verkiezingen van 2021 verder regeren.

#### Huidige samenstelling
De samenstelling van de Landdag is sinds 2021 als volgt:
|  | Partij                                        | %     | zetels | verschil |
|  | --------------------------------------------- | ----- | ------ | -------- |
|  | Sozialdemokratische Partei Deutschlands (SPD) | 35,7% | 39     | 0        |
|  | Christlich Demokratische Union (CDU)          | 27,7% | 31     | −4       |
|  | Bündnis 90/Die Grünen                         | 9,3%  | 10     | +4       |
|  | Alternative für Deutschland (AfD)             | 8,3%  | 9      | −5       |
|  | Freie Demokratische Partei (FDP)              | 5,5%  | 6      | −1       |
|  | Freie Wähler (FW)                             | 5,4%  | 6      | +6       |
|  | Die Linke                                     | 2,5%  | 0      | -        |
|  | Overigen                                      | 5,7%  | 0      | -        |
|  | Totaal                                        | 100%  | 101    |          |

## Evenementen
- Ronde van Rijnland-Palts, een jaarlijkse wielerronde (1966–2007)